# North Post
North Post es una localidad de Trinidad y Tobago, que forma parte de la región de Diego Martín.

## Geografía
La localidad abarca parte de la isla Trinidad y limita al norte con el mar Caribe, al sur con Patna Village y River Estate, al este con Blue Basin y al oeste con Bagatelle.

## Demografía
Datos demográficos de la localidad de North Post:
| Gráfica de evolución demográfica de North Post entre 2000 y 2011 |
|                                                                  |